# Chloroclystis lacustris
Chloroclystis lacustris là một loài bướm đêm trong họ Geometridae.